# 安妮·拉弗勒
安妮·拉弗勒（英語：Annie La Fleur，1969年11月3日—），旧姓伯吉斯（Burgess），澳大利亚女子篮球运动员。她曾代表澳大利亚国家队参加2000年夏季奥林匹克运动会篮球比赛，获得一枚银牌。